# Colònia de Sant Pere
Colònia de Sant Pere (kastilisch Colonia de San Pedro) ist ein Ort auf der spanischen Baleareninsel Mallorca. Er liegt im Westen des Gemeindegebietes von Artà in der Region (Comarca) Llevant.

## Lage und Beschreibung
Colònia de Sant Pere wurde als Siedlung an der Ostseite der Badia d’Alcúdia (Bucht von Alcúdia) angelegt, dem größten Meereseinschnitt der Nordostküste Mallorcas. Der im Jahre 1880 gegründete Ort hat 543 Einwohner (Stand: 1. Januar 2014). Neben Colònia de Sant Pere befinden sich an der Ostküste der Bucht von Alcúdia noch einige abgelegene Siedlungen, „Urbanisationen“ genannt, die in den 1960er Jahren entstanden wie die Urbanització Betlem, die Urbanització Montferrutx und die Urbanització s’Estanyol.

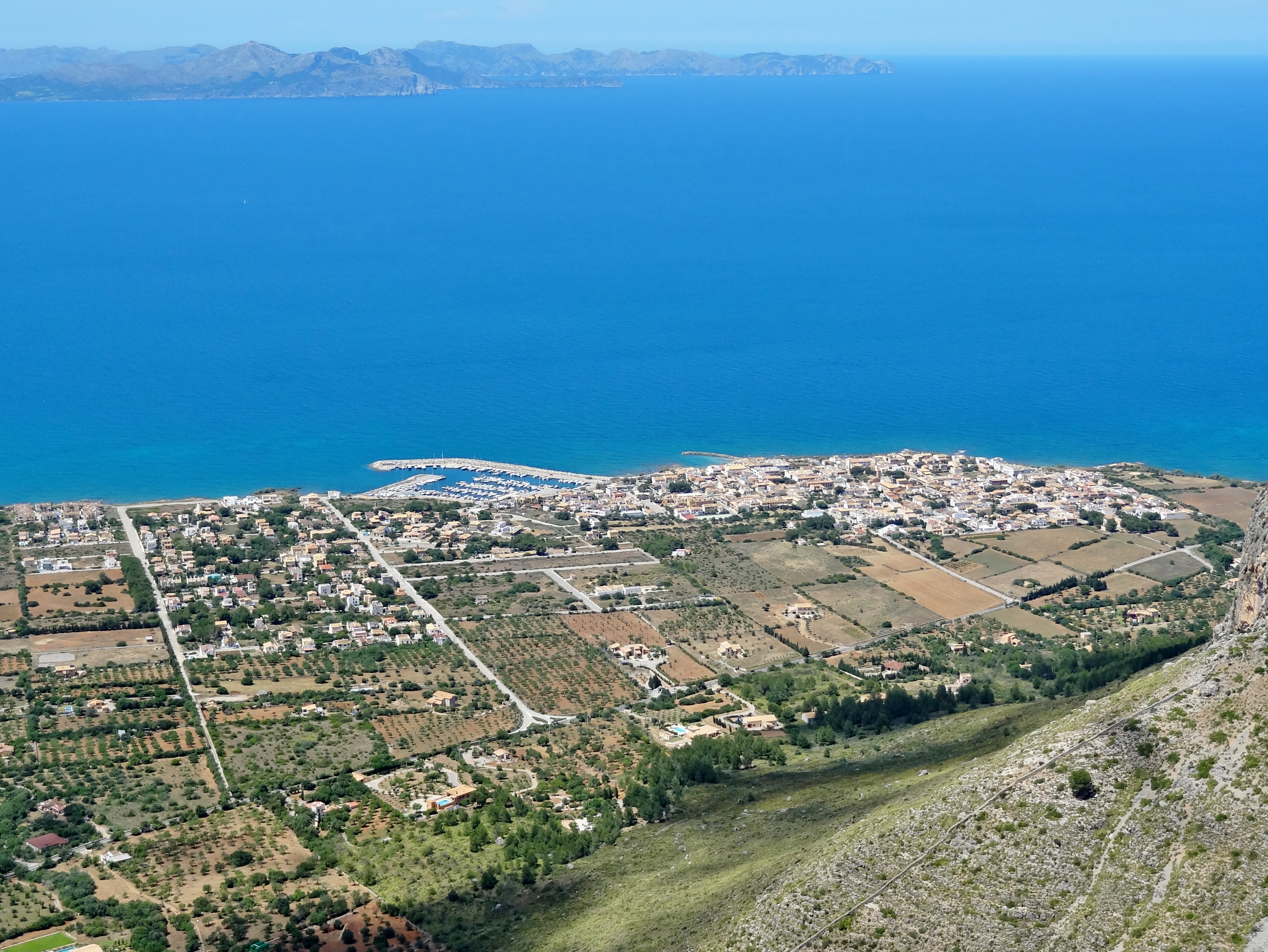
Lage von Colònia de Sant Pere an der Badia d’Alcúdia

Der kleine Hafen von Colònia de Sant Pere beherbergt einige Fischerboote, wird aber meist von Yachten angelaufen. Die Gebäude des Ortes sind ein- bis zweigeschossig, Hochbauten wie in anderen Touristenzentren fehlen. Der Tourismus hat zwar auch hier Einzug gehalten, ist aber nicht auf hohe Besucherzahlen ausgelegt. Dementsprechend ruhig geht es an Promenade und Stränden zu.
An der mit Bänken unter Tamarisken ausgestatteten Uferpromenade nördlich des Hafens haben sich einige Bars und Restaurants angesiedelt. Unterhalb der Promenade befindet sich der von Norden durch einen Wellenbrecher geschützte Ortsstrand. Er ist etwa 80 Meter lang und 20 Meter breit. Der Strand ist mit Duschen ausgestattet und wird im Sommer gut besucht.

### Umgebung
Weitere Strände finden sich vor allem südwestlich von Colònia de Sant Pere. Vorbei am kleinen Strand des Ortsteils S’Estanyol ist der 1800 Meter lange Strand von s’Arenal de Sa Canova einen Ausflug wert. Hinter dem Strand befindet sich das Waldgebiet sa Canova d’Artà, in dem sich die Talaiotische Siedlung von Sa Canova, Siedlungsreste der Talaiot-Kultur, einer frühgeschichtlichen Megalithkultur, befindet.

### Küstenwege
Am Küstenweg in Richtung Urbanització Betlem sind die Reste des Dolmens von S’Aigua Dolça, eines Großsteingrabs aus der Zeit von 1750 bis 1650 v. Chr. zu finden. Von Betlem führt in nördlicher Richtung ein bequem begehbarer Schotterweg in die Bucht Es Caló am Fuß der Serres de Llevant.
Nach Westen kann von Colònia de Sant Pere der Küste auf dem als GR 222 über die Platja de Son Serra de Marina bis nach Can Picafort gefolgt werden. 
Weitere Ausflugsziele für Wanderer liegen in den angrenzenden Bergen. Über die Ermita de Betlem sind Wanderwege zu den Wehrtürmen Talaia Freda und Talaia Moreia (seit 2021 aus Gründen des Naturschutzes gesperrt) sowie zum Puig de sa Tudossa oberhalb des Cap de Ferrutx ausgewiesen. Die Ermita de Betlem ist zudem Ausgangspunkt für die Besteigung des Puig de Ferrutx.

Ortsansichten
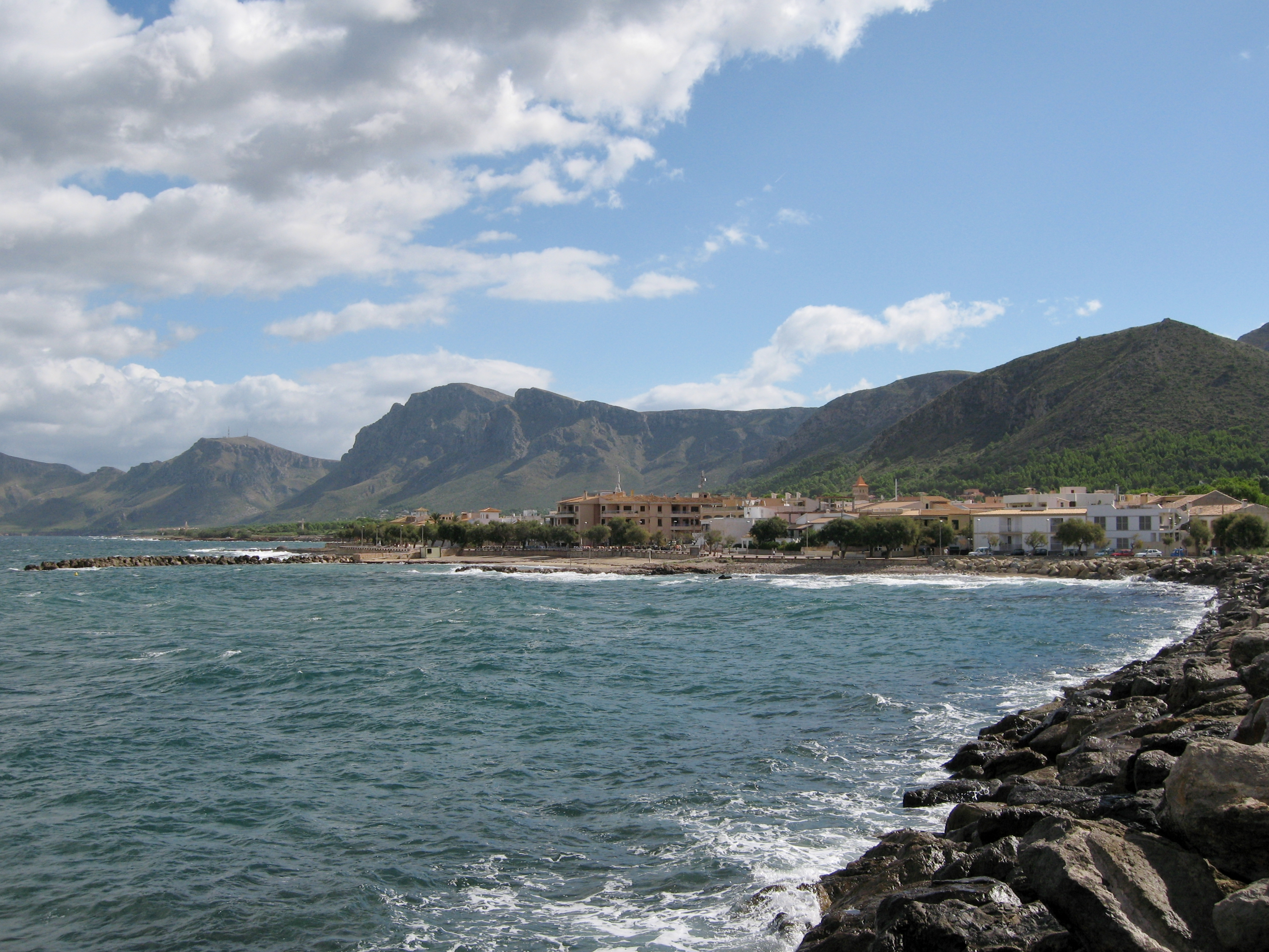
Blick auf den Ort
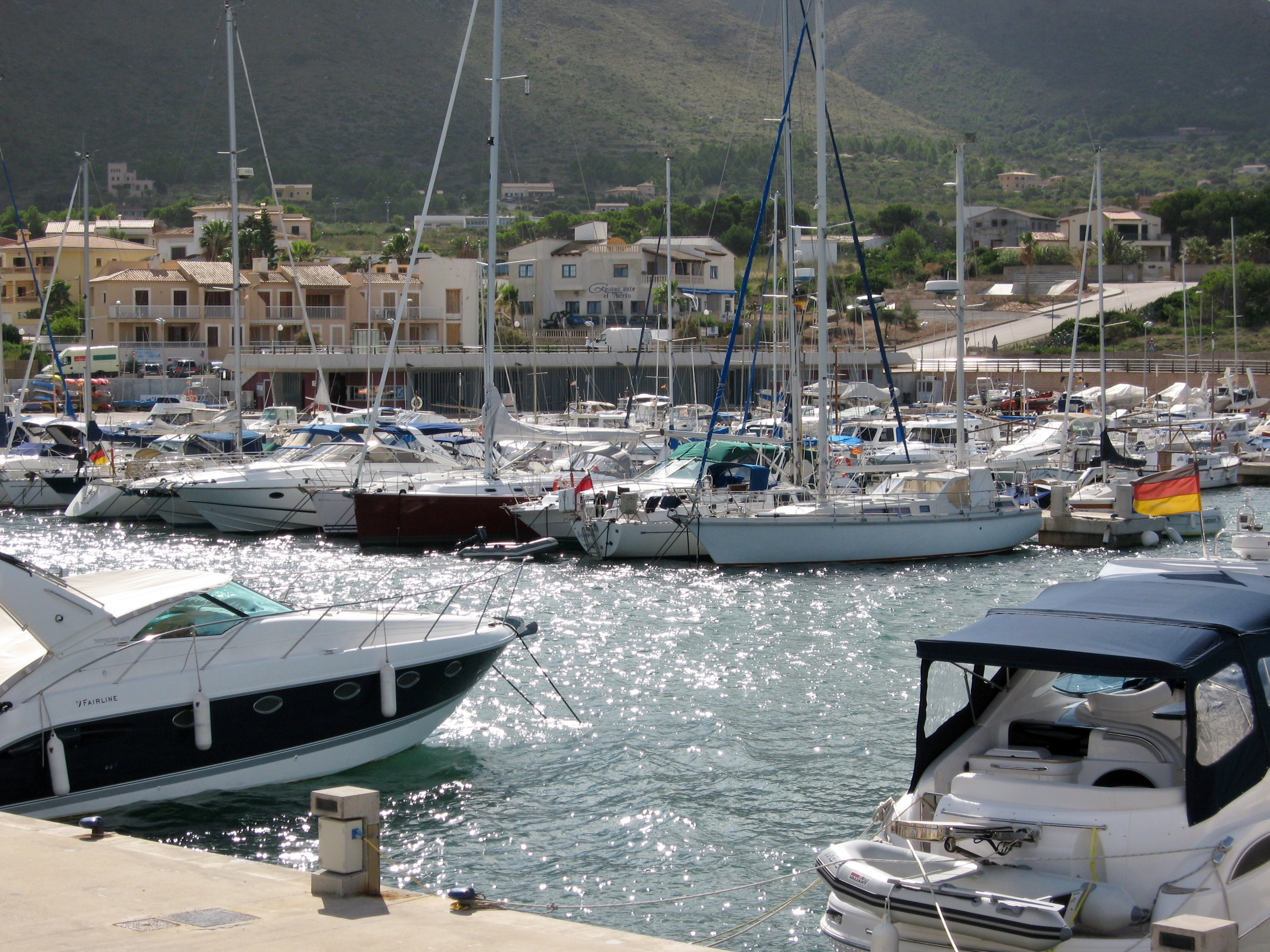
Yachthafen
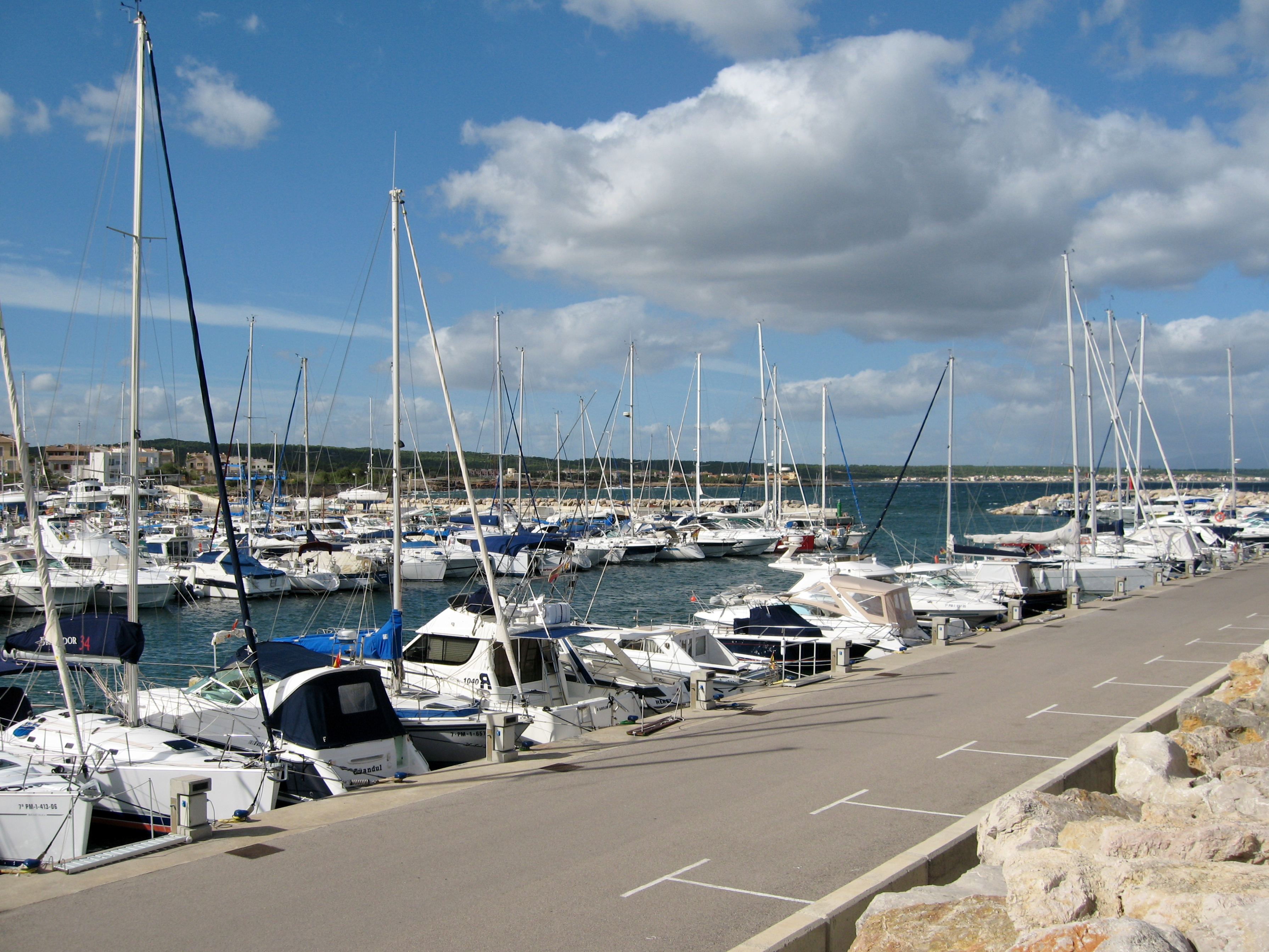
Hafenausfahrt
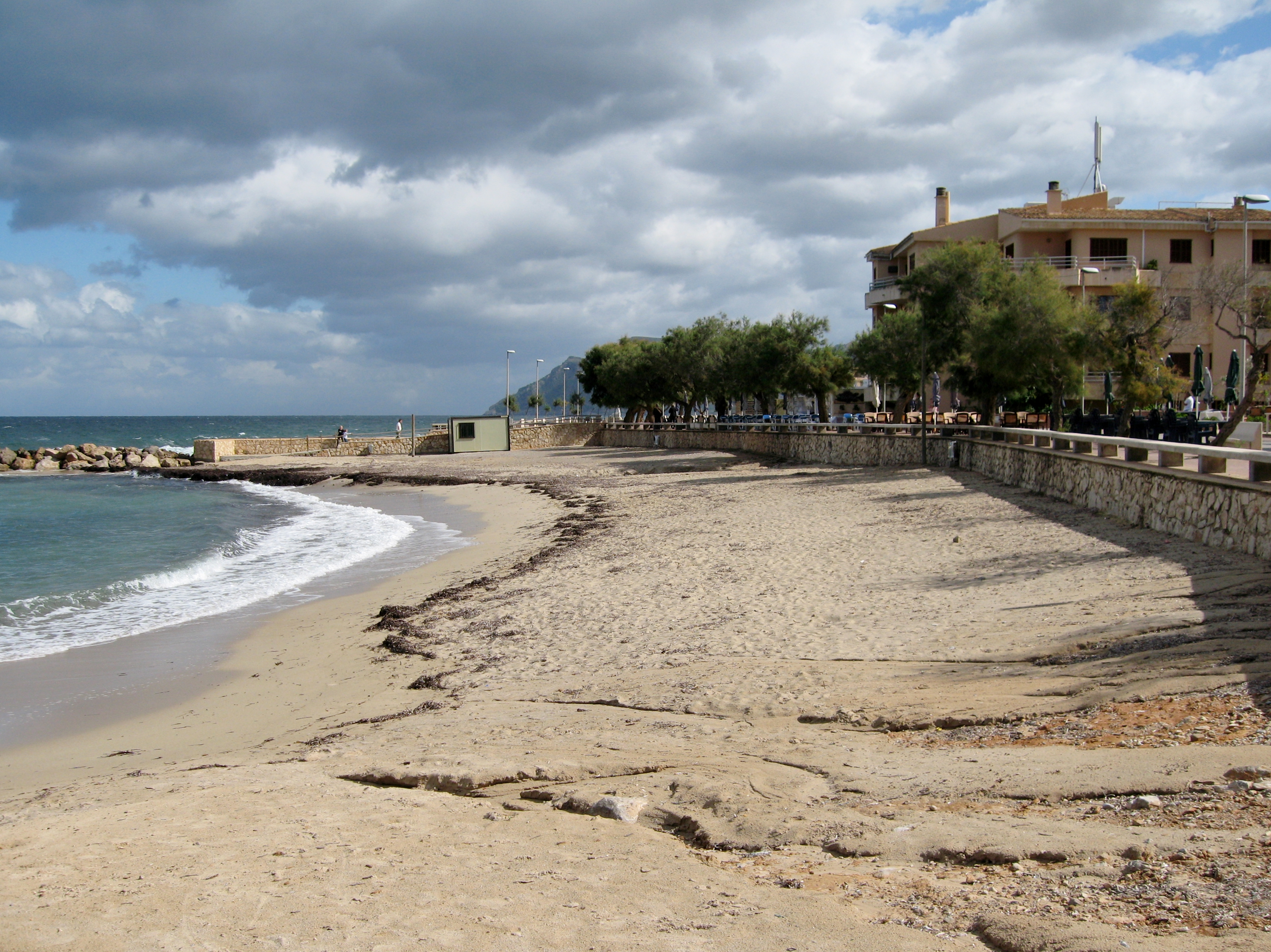
Ortsstrand